# Тумани
Тумани (рус. Туманный) насељено је место са административним статусом варошице (рус. посёлок городского типа) на крајњем северозападу европског дела Руске Федерације. Варошица се налази у северном делу Мурманске области и административно припада њеном Кољском рејону.
Према проценама националне статистичке службе Русије за 2016. у вароши су живела свега 594 становника.

## Географија
Варошица Тумани налази се у североисточном делу Кољског рејона, на северу Мурманске области. Лежи на десној обали реке Вороње на неких петнаестак километара узводно од њеног ушћа у Баренцово море. Од админитсративног центра области Мурманска удаљена је око 125 километара у смеру истока.

## Историја
Варошица Тумани основана је 1971. године као радничко насеље запослених радника који су радили на градњи две вороњске хидроелектране. Садашњи административни статус носи од 12. априла 1978. године.

## Демографија
Према подацима са пописа становништва 2010. у вароши је живело 685 становника, док је према проценама националне статистичке службе за 2016. варошица имала свега 594 становника.
| 1939. | 1959. | 1970. | 1979. | 1989. | 2002. | 2010. | 2016. |
| ----- | ----- | ----- | ----- | ----- | ----- | ----- | ----- |
| ---   | ---   | ---   | 2.647 | 1.918 | 950   | 685   | 594   |